# Alarme fatale
Pour le jeu télévisé, voir Le Juste Prix#Évolution.
« Larmes fatales » redirige ici. Pour l’article homophone, voir L'arme fatale.
Pour plus de détails, voir Fiche technique et Distribution.
Alarme fatale, ou Larmes fatales au Québec, (National Lampoon's: Loaded Weapon 1) est un film américain de Gene Quintano, sorti en 1993.

## Synopsis
La policière Billie York a découvert le secret de la transformation de la cocaïne en biscuit, ce qui lui vaut d'être assassinée par un trafiquant de drogue.
L'ancien coéquipier de Billie, Wes Luger, enquête sur cet assassinat, alors qu'il est à deux jours de la retraite. On lui adjoint comme coéquipier le speedé et dépressif Jack Colt, déjà sur l'affaire. Ce duo aurait pu être infernal si ces deux flics s'entendaient sur des méthodes de travail appropriées.

## Fiche technique
- Titre original : National Lampoon's : Loaded Weapon 1
- Réalisation : Gene Quintano
- Scénario : Gene Quintano, d'après l'histoire de Don Holley et Tori Tellem
- Montage : Christopher Greenbury
- Comonteur : Neil Kirk
- Producteurs exécutifs : Howard Klein, Michel Roy, Erwin Stoff
- Coproducteur exécutif : Michael De Luca
- Producteurs : Suzanne Todd (en) et David Willis
- Société de production : New Line Cinema
- Photographie : Peter Deming
- Musique : Robert Folk, Freddie Mercury (chanson Bohemian Rhapsody) et John Lennon (chanson We Can Work It Out)
- Costumes : Jacqueline G. Arthur
- Décors : Sarah Burdick Stone
- Casting : Ferne Cassel
- Pays de production :  États-Unis
- Langue : anglais
- Genre : comédie
- Durée : 84 minutes
- Sortie en salle en France le 14 juillet 1993

## Distribution
- Emilio Estevez  (VQ : Sébastien Dhavernas) : Le sergent Jack Colt
- Samuel L. Jackson  (VQ : Jean Galtier) : Le sergent Wes Luger
- Jon Lovitz  (VQ : Daniel Picard) : Tim Becker, l'informateur de Billie
- Tim Curry  (VQ : Benoit Rousseau) : M. Jigsaw, un homme de Mortars
- Kathy Ireland  (VQ : Anne Bédard) : Miss Destiny Demeanor
- Frank McRae  (VQ : Victor Désy) : Le capitaine Doyle
- William Shatner  (VQ : Yvon Thiboutot) : Le général Curtis Mortars
- Lance Kinsey : Le lieutenant Irv Lansing
- Bill Nunn : Le photographe de la police
- Vito Scotti : Le tailleur
- James Doohan (VQ : Alain Clavier) : Scotty
- F. Murray Abraham : Dr Harold Lacher
- Charlie Sheen : Gern, le valet
- Denis Leary : Mike McCracken
- Denise Richards : Cindy #1
- Corey Feldman : Le jeune flic
- Phil Hartman (VQ : Hubert Gagnon) : L'officier Davis, le flic comique
- J. T. Walsh : Le réceptionniste de l'hôtel Squealer
- Paul Gleason : Dwayne T. Robinson, agent du FBI
- Jake Johannsen : Le trafiquant de drogue
- Mike Lajeunesse : M. Jerricho
- Sherry Bilsing : La réceptionniste Cookie
- Allyce Beasley (VQ : Johanne Léveillé) : Spinach Destiny
- Rick Ducommun : Le District Attorney
- Charles Napier et Charles Cyphers : Les flics de l'interrogation
- Benjamin Kimball Smith : L'enfant à vélo
- Danielle Nicolet : Debbie Luger
- Beverly Johnson : Doris Luger
- Christopher Shobe : Ted Polansky
- Marcus Lasha : Wes Luger, jeune
- Lin Shaye : Témoin
- Bruce Willis (VQ : Ronald France) : Le propriétaire du Mobil Home alias John McClane (non crédité)
- Whoopi Goldberg : Le sergent Billie York (non créditée)
- Christophe Lambert : L'homme avec le téléphone de voiture (non crédité - scène coupée)

## Sortie et accueil
Alarme fatale a reçu des critiques négatives à sa sortie, obtenant un taux d'approbation de 21 % sur le site Rotten Tomatoes, basé sur trente-quatre critiques collectées et une moyenne de 3,9⁄10, tout en notant dans son consensus que le film « frappe toutes les cibles de routine avec des coups doux, produisant une parodie fatiguée qui parcourt sa longue liste de références avec peu de verve comique ». Sur le site Metacritic, le long-métrage obtient un score de 30⁄100, sur la base de vingt-trois critiques collectées et la mention « avis généralement négatifs ».
Le film prend la première place du box-office américain pour son premier week-end d'exploitation en salles avec 9 202 722 $ de recettes, où il est distribué dans 1 989 salles. Il atteindra le seuil maximum de cinémas le diffusant la semaine suivante avec 2 015 salles et totalisera 27 979 399 $ en fin d'exploitation, ce qui est un succès commercial modeste par rapport à son budget estimé entre 8,2 millions et 13 millions de $,. À l'international, il engrange 23 200 000 $, pour un total de 51 179 399 $.
En France, le film prend la deuxième place du box-office pour sa première semaine avec 176 790 entrées, où il est à l'affiche dans 128 salles, dont 72 334 entrées dans vingt-huit salles à Paris, où il occupe la tête du box-office. Le métrage, distribué jusqu'à 208 salles sur le territoire français, finit son exploitation avec 664 198 entrées.

## Autour du film
- Ce film est avant tout une parodie des trois premiers volets de la tétralogie L'Arme fatale (L'Arme fatale 4 n'ayant été réalisée que quelques années plus tard). On y retrouve donc un jeune policier blanc aux cheveux longs, casse-cou et dépressif (qui n'est pas sans rappeler Martin Riggs), forcé de faire équipe avec un policier noir moustachu et proche de la retraite (qui n'est pas sans rappeler Roger Murtaugh). Il est même souhaitable d'avoir vu les trois premiers volets de l'Arme fatale pour bien saisir et apprécier tous les gags d'Alarme fatale.
- Les noms des deux personnages principaux renvoient à des noms ou marques de pistolets : Colt et Luger.
- En outre, plusieurs acteurs célèbres font au moins une apparition dans ce film :
  - Whoopi Goldberg (dans le rôle de Billie).
  - James Doohan qui joue un policier nommé Scotty comme le surnom de son personnage de Montgomery Scott dans Star Trek et William Shatner qui joue le général Mortars, méchant du film, deux acteurs principaux de la série originale et des six premiers films Star Trek.
  - Erik Estrada et Larry Wilcox dans leurs rôles respectifs « Ponch » et « Jon » de la série télévisée CHiPs.
  - Bruce Willis qui reprend son rôle de la série de films Die Hard.
  - Paul Gleason qui reprend également son personnage de Piège de cristal.
  - Charlie Sheen, ce dernier étant le frère d'Emilio Estevez (qui joue le rôle de Jack Colt).
- En dehors des trois premiers volets de la série L'Arme fatale, on remarque des références à certaines autres œuvres de fiction :
  - à 48 heures (le principe scénaristique de l'enquête à résoudre en temps limité, ainsi que les deux scènes où Colt est pris en otage).
  - à Star Trek (la scène où le capitaine Doyle demande au policier Scotty s'il peut réparer la machine à café et que celui-ci répond qu'il l'a déjà poussé à fond, référence au personnage de Montgomery Scott, joué par le même James Doohan, ingénieur en chef du vaisseau Enterprise dans la série originale, la série animée et les six premiers films Star Trek). De plus, ce dernier reprend sa réplique quasi-fétiche de la série : « Elle a donné tout ce qu'elle pouvait. Si je la pousse encore alors tout risque d'exploser ! ».
  - au Silence des agneaux (les deux policiers devant interroger un psychopathe emprisonné, ressemblant à Hannibal Lecter, pour retrouver le criminel qu'ils recherchent).
  - à Basic Instinct (la scène de l'interrogatoire qui tourne au questionnaire voyeur).
  - à la série télévisée CHiPs (présence des deux policiers incarnés par Erik Estrada et Larry Wilcox dans leurs rôles respectifs « Ponch » et « Jon »).
  - à Rambo 2 : La Mission (Jack Colt se prépare chez lui avant d'aller affronter le cartel des Space Cookies)
  - on peut voir Les Tortues Ninja dans les égouts. Détail par ailleurs incohérent : dans le rush utilisé pour la scène, les tortues se trouvent dans une maison en extérieur et non dans leur repaire situé dans les égouts.
  - à Piège de cristal de la série de films Die Hard lorsqu'on voit John McClane (Bruce Willis) habillé tel qu'on le voit dans son film, ainsi que Dwayne T. Robinson, le personnage qu'incarne Paul Gleason, et qu'il incarnait déjà dans ledit film.
  - Popeye fait une apparition sur le port de plaisance.
  - à L'inspecteur Harry dans la scène où Colt demande au braqueur « Je sais à quoi tu penses, merdeux ! A-t-il tiré 173 fois ? Ou 174 ? Alors est-ce que tu t'estimes chanceux, merdeux ? ».
- À la fin du film on peut entendre Bohemian Rhapsody du groupe Queen, qui est un clin d'œil évident au film Wayne's World sorti un an auparavant.
- Le titre original du film est National Lampoon's : Loaded Weapon 1 parce qu'une suite avait d'ores et déjà été prévue. Le bide essuyé par le film à sa sortie mit fin à ce projet. Depuis, Alarme Fatale a acquis le statut de film culte.